# Eshkol Nevo
 (décembre 2021).
Si vous disposez d'ouvrages ou d'articles de référence ou si vous connaissez des sites web de qualité traitant du thème abordé ici, merci de compléter l'article en donnant les références utiles à sa vérifiabilité et en les liant à la section « Notes et références ».
Eshkol Nevo (en hébreu : אשכול נבו), né à Jérusalem le 28 février 1971, est un écrivain israélien qui a publié un recueil de nouvelles, cinq romans et un ouvrage de non-fiction. L'un de ses romans, Quatre maisons et un exil, a reçu le Prix d'or de l'Association des éditeurs de livres (2005) et le Prix FFI-Raymond Wallier au Salon du Livre de Paris (2008). En 2008, Eshkol a été membre de la Fondation d'excellence culturelle israélienne (IcExcellence), l'une des plus hautes distinctions du pays pour l'excellence dans les arts.
Son roman Trois étages a été adapté par Nanni Moretti dans le film Tre piani.
Il est le petit-fils du Premier ministre israélien Levi Eshkol (1895-1969).

## Œuvre

### Œuvres traduites en français
- Quatre maisons et un exil  (trad. Raïa Del Vecchio), Gallimard, 2008 (ISBN 978-2-07-077710-5).
- Le cours du jeu est bouleversé  (trad. Jean-Luc Allouche), Gallimard, 2010 (ISBN 978-2-07-012367-4).
- Neuland  (trad. Jean-Luc Allouche), Gallimard, 2014 (ISBN 978-2-07-013845-6).
- Trois étages  (trad. Jean-Luc Allouche), Paris, Gallimard, 2018 (1re éd. 2015), 321 p. (ISBN 978-2-07-017820-9).
- Jours de Miel  (trad. Jean-Luc Allouche), Gallimard, 2016, 320 p. (présentation en ligne).
- La dernière interview  (trad. Jean-Luc Allouche), Paris, Gallimard, 2020 (1re éd. 2018), 468 p. (ISBN 978-2-07-285520-7).
- Turbulences  (trad. Jean-Luc Allouche), Paris, Gallimard, 2024, 336 p. (ISBN 978-2072970337).